# Зміївська сільська рада
Змії́вська сільська́ ра́да — адміністративно-територіальна одиниця та орган місцевого самоврядування в Бериславському районі Херсонської області. Адміністративний центр — село Зміївка.

## Загальні відомості
Зміївська сільська рада утворена в 1925 році.
- Територія ради: 96,839 км²
- Населення ради: 2 759 осіб (станом на 2001 рік)
- Водоймища на території, підпорядкованій даній раді: Каховське водосховище.

## Населені пункти
Сільській раді були підпорядковані населені пункти:
- с. Зміївка

## Склад ради
Рада складалася з 16 депутатів та голови.
- Голова ради: Козак Олександр Романович
- Секретар ради: Лемещук Людмила Василівна

### Керівний склад попередніх скликань
| Прізвище, ім'я, по батькові      | Основні відомості                                                                           | Дата обрання | Дата звільнення |
| -------------------------------- | ------------------------------------------------------------------------------------------- | ------------ | --------------- |
| Єрмоленко Олександр Анатолійович | Сільський голова, 1969 року народження                                                      | 26.03.2006   | 31.10.2010      |
| Висоцька Наталія В'ячеславівна   | Сільський голова, 1958 року народження, освіта вища, Всеукраїнське об'єднання «Батьківщина» | 31.10.2010   | 27.06.2013      |
| Козак Олександр Романович        | Сільський голова, 1961 року народження, освіта вища, безпартійний                           | 25.05.2014   |                 |

Примітка: таблиця складена за даними сайту Верховної Ради України

### Депутати
За результатами місцевих виборів 2010 року депутатами ради стали:

#### За суб'єктами висування
| Суб'єкт висування | Кількість обраних депутатів | %    |
| ----------------- | --------------------------- | ---- |
| Самовисування     | 8                           | 50   |
| Партія регіонів   | 7                           | 43,8 |
| Єдиний Центр      | 1                           | 6,3  |

#### За округами
| № округу        | Прізвище, ім'я, по батькові   | Дата визнання обраним | Освіта             | Партійна приналежність                        | Відомості про обраного депутата                                      |
| --------------- | ----------------------------- | --------------------- | ------------------ | --------------------------------------------- | -------------------------------------------------------------------- |
| Єдиний Центр    |                               |                       |                    |                                               |                                                                      |
| 4               | Кравець Тетяна Миронівна      | 03.11.2010            | вища               | член Єдиного Центру                           | Зміївська загальноосвітня школа І-ІІІ ст., вчитель початкових класів |
| Партія регіонів |                               |                       |                    |                                               |                                                                      |
| 5               | Курівчак Андрій Йосипович     | 03.11.2010            | середня            | позапартійний                                 | фермер                                                               |
| 6               | Лозинська Алла Степанівна     | 03.11.2010            | вища               | позапартійна                                  | Зміївська сільська бібліотека, бібліотекар                           |
| 10              | Романів Людмила Іллівна       | 03.11.2010            | вища               | член Партії регіонів                          | тимчасово не працює                                                  |
| 11              | Кеньо Ірина Методіївна        | 03.11.2010            | вища               | позапартійна                                  | Зміївське відділення зв'язку, листоноша                              |
| 12              | Миргород Сергій Володимирович | 03.11.2010            | середня спеціальна | член Партії регіонів                          | Дитячо-юнацька спортивна школа, інструктор по спорту                 |
| 13              | Лемещук Людмила Василівна     | 03.11.2010            | вища               | позапартійна                                  | Зміївська сільська рада, секретар                                    |
| 16              | Коваль Наталя Григорівна      | 03.11.2010            | вища               | член Партії регіонів                          | Зміївська загальноосвітня школа І-ІІІ ст., заступник директора       |
| Самовисування   |                               |                       |                    |                                               |                                                                      |
| 1               | Кнутас Ніна Василівна         | 03.11.2010            | середня спеціальна | член Всеукраїнського об'єднання «Батьківщина» | Зміївське НЕЛГ, голова                                               |
| 2               | Проценко Олена Іванівна       | 03.11.2010            | вища               | позапартійна                                  | Зміївська загальноосвітня школа І-ІІ ст., директор                   |
| 3               | Баран Микола Володимирович    | 15.11.2010            | середня            | позапартійний                                 | тимчасово не працює                                                  |
| 7               | Радик Марія Миколаївна        | 03.11.2010            | вища               | позапартійна                                  | Зміївський дошкільний навчальний заклад № 1, вихователь              |
| 8               | Гвоздік Микола Васильович     | 03.11.2010            | вища               | член Політичної партії «Сильна Україна»       | ЦРЛ № 9, молодший медичний працівник                                 |
| 9               | Тиркало Михайло Михайлович    | 03.11.2010            | середня            | член Всеукраїнського об'єднання «Батьківщина» | тимчасово не працює                                                  |
| 14              | Квітка Олександр Матвійович   | 03.11.2010            | вища               | позапартійний                                 | Церква Святого Архангела Михаїла, настоятель                         |
| 15              | Романів Степан Іванович       | 03.11.2010            | середня            | позапартійний                                 | пенсіонер                                                            |